# Acacia verek
Acacia verek é uma espécie de leguminosa do gênero Acacia, pertencente à família Fabaceae.